# 72 Stunden

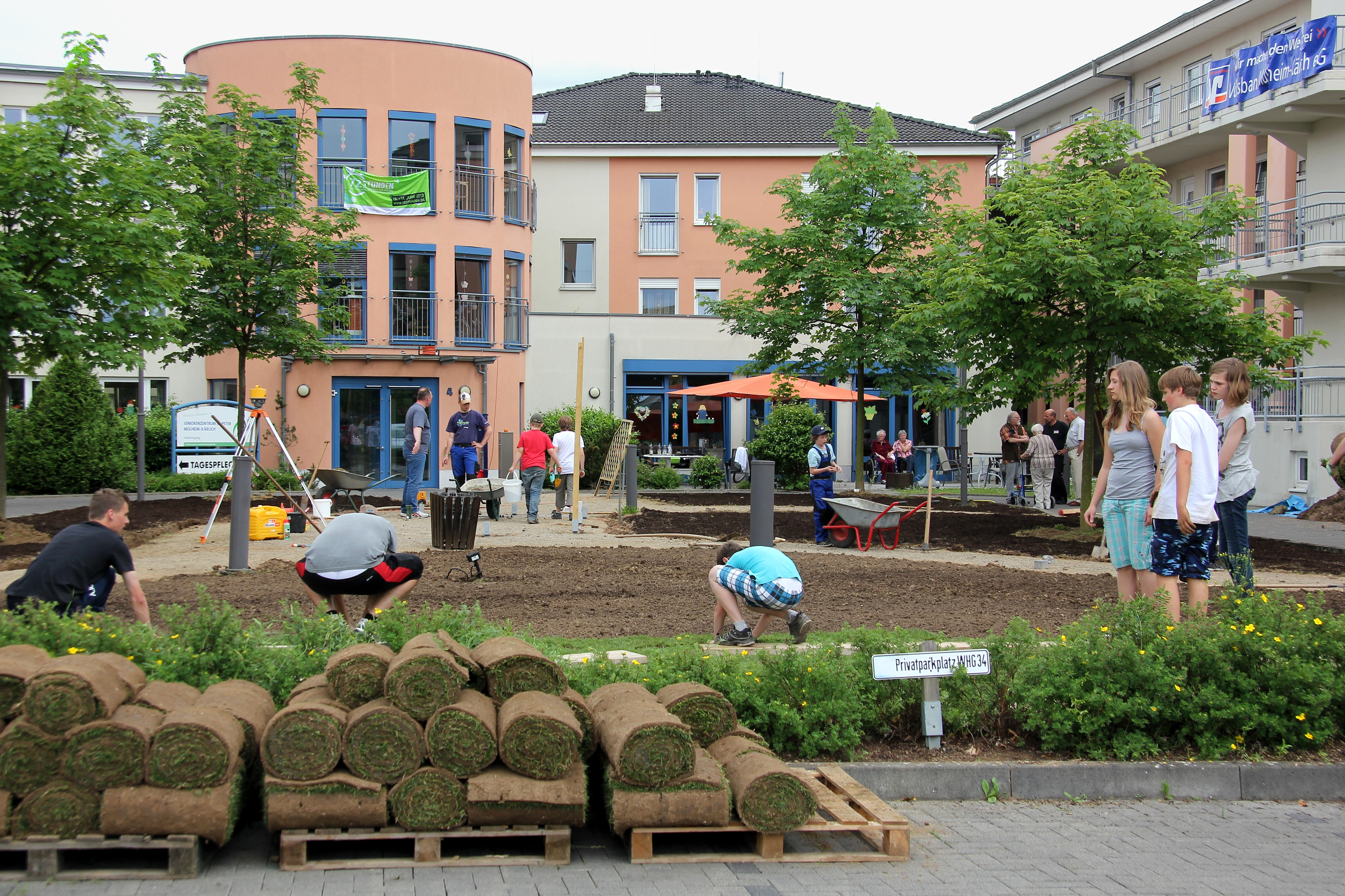
„72 Stunden – Uns schickt der Himmel“: In Mülheim-Kärlich verlegten Kolpingjugend und Messdiener 2013 unter anderem einen neuen Rasen am Seniorenzentrum

72 Stunden ist der Titel einer Sozialaktion des Bundes der Deutschen Katholischen Jugend (BDKJ), der Katholischen Jugend Österreichs und der Schweizer Jugendverbände.
Alle beteiligten Aktionsgruppen erhalten jeweils eine gemeinnützige soziale, ökologische, interkulturelle oder politische Aufgabe, die sie innerhalb von 72 Stunden lösen sollen.

## Deutschland

Logo 2009

Die 72-Stunden-Aktion hat ihren Ursprung in der Katholischen Landjugendbewegung (KLJB) im Offizialatsbezirk Oldenburg. Dort wurde die Aktion im Mai 1993 erstmals mit mehr als 1.000 Landjugendlichen erfolgreich durchgeführt. In den Folgejahren schlossen sich weitere KLJB-Diözesanverbände und auch andere kirchliche Jugendverbände aus ganz Deutschland der 72-Stunden-Aktion an.
Zu den ersten Bistümern, in denen die 72-Stunden-Aktionen verbandsübergreifend durchgeführt wurde, zählt das Erzbistum Freiburg. Dort fand die 72-stündige Hilfsaktion vom 4. bis 7. Oktober 2001 zum ersten Mal statt. In diesem Jahr arbeiteten, vom Radiosender SWR3 unterstützt, 7213 Kinder und Jugendliche in 313 Aktionsgruppen.
Ähnliche Projekte fanden in den Jahren davor in den Bistümern Paderborn, Essen und Münster sowie in kleinerer Form im Dekanat Weinheim statt.
Die Aktion wuchs kontinuierlich. Im Jahr 2004, vom 7. bis zum 10. Oktober, lief die Aktion unter dem Motto 72 Stunden ohne Kompromiss zeitgleich in den sechs südwestdeutschen Diözesen, in Limburg, Mainz, Freiburg, Rottenburg-Stuttgart, Speyer und Trier. Dabei setzten etwa 30.000 Kinder und Jugendliche 1242 Projekte um. Als Medienpartner konnte neben dem Radiosender SWR3 der Saarländische Rundfunk dazugewonnen werden.
Im Jahr 2008 kam es zu einer Einzelaktion des BDKJ im Bistum Hildesheim. Vom 17. bis zum 20. April 2008 veranstaltete er die 72-Stunden-Aktion unter dem Motto 72 STUNDEN. BESSER JETZT. Bei dieser Aktion wurden von 87 Aktionsgruppen, mit insgesamt mehr als 1500 Kindern und Jugendlichen, 100.000 Arbeitsstunden im sozialen Bereich abgeleistet.
Die bis dahin größte regionale 72-Stunden-Aktion des BDKJ fand unter dem Motto Uns schickt der Himmel vom 7. bis 10. Mai 2009 in den Diözesen Mainz, Freiburg, Rottenburg-Stuttgart, Speyer, Trier, Fulda, Limburg, Köln, Münster, Essen, Paderborn, Erfurt und Aachen statt. Dabei haben rund 100.000 Kinder und Jugendliche in 72 Stunden fast 3000 gemeinnützige Projekte umgesetzt.

Logo 2013

### Bundesweite Aktion
Vom 13. bis 16. Juni 2013 wurde die Aktion das erste Mal bundesweit veranstaltet. Über 4000 Projektgruppen mit über 150.000 Teilnehmern setzten in diesen Tagen ihr soziales Projekt in die Tat um. Danach stimmte die Hauptversammlung des BDKJ 2016 für eine weitere bundesweite Aktion, die vom 23. bis 26. Mai 2019 stattgefunden hat. An dieser zweiten bundesweiten 72-Stunden-Aktion in Deutschland haben 160.000 Kinder, Jugendliche und junge Erwachsene mitgewirkt. Die Schirmherrschaft hatten Kardinal Reinhard Marx und Bundesfamilienministerin Franziska Giffey. Für ihr vorbildhaftes Engagement wurde die 72-Stunden-Aktion im Rahmen der Bambi-Verleihung 2019 mit dem Bambi in der Kategorie „Unsere Zukunft“ ausgezeichnet.
Die dritte bundesweite 72-Stunden-Aktion fand vom 18. bis 21. April 2024 statt. Die Schirmpatenschaft wurde von Bundesfamilienministerin Lisa Paus und dem Vorsitzenden der  Deutschen Bischofskonferenz Bischof Georg Bätzing übernommen.

### Eigene regionale Sozialaktionen
Das Konzept der 72-Stunden-Aktion fand auch bei anderen deutschen Jugendverbänden Anklang, so fanden im Juli 2007 in Bayern unter der Leitung des Bayerischen Jugendrings die an die 72-Stunden-Aktion angelehnten 3 Tage Zeit für Helden mit 40.000 Teilnehmern statt.

## Österreich

Logo der österreichischen Aktion „72 Stunden ohne Kompromiss“

Durch den großen Erfolg der deutschen Aktion angespornt fand 2002 „72 Stunden ohne Kompromiss“ zum ersten Mal in Österreich statt. 5000 Jugendliche haben 230 Sozialprojekte realisiert. Getragen wird die Aktion hier von der Katholischen Jugend Österreich in Zusammenarbeit mit Caritas und Ö3.
2004 fand die Aktion bundesweit vom 21. bis zum 24. Oktober statt. Mehr als 5.000 Jugendliche arbeiteten in 350 Projekten. Auch 2006 wurde sie wieder mit ähnlich großer Beteiligung veranstaltet.
Vom 22. bis zum 25. Oktober 2008 führte die Katholische Jugend Österreich in Zusammenarbeit mit youngCaritas.at und Hitradio Ö3 die inzwischen größte Jugendsozialaktion Österreichs bereits zum 4. Mal durch. Über 5.000 Jugendliche engagierten sich drei Tage lang in über 400 Projekten in ganz Österreich und grenzüberschreitend in Ungarn, Südtirol, Tschechien, Slowenien und Rumänien für soziale, entwicklungspolitische oder ökologische Zwecke.
Das Besondere im Durchgang 2008 war die Schwerpunktsetzung. Im Zuge des „Europäischen Jahrs des interkulturellen Dialogs“ und des „Gedenkjahrs 2008“ standen interkulturelle, internationale und Gedenkprojekte in diesem Jahr besonders im Blickpunkt. Ziel der Schwerpunktsetzung war es, Jugendliche für mehr Toleranz und Zivilcourage zu sensibilisieren, dem Vergessen des nationalsozialistischen Unrechts in der jüngeren Generation entgegenzuwirken und kulturelle Barrieren innerhalb und außerhalb Österreichs zu überwinden.
Solche Schwerpunktprojekte waren etwa die Restauration eines jüdischen Friedhofs, das Erstellen eines Kochbuchs zusammen mit Asylwerberinnen und -bewerbern, die Errichtung einer Gedenkstätte oder die Mithilfe in einer rumänischen Suppenküche.
Die Kooperation mit dem österreichischen Verein Gedenkdienst und dem Mauthausenkomitee ermöglichte eine fundierte Auseinandersetzung mit der Thematik „Gedenken“, die Zusammenarbeit mit der Muslimischen und der Evangelischen Jugend Österreich sowie der Jugendabteilung der Israelitischen Kultusgemeinde, ein religions- und kulturübergreifendes Kennenlernen, das in gemeinsamem Engagement mündete.

## Schweiz

Logo der Schweizer Aktion „72 Stunden“

In der Schweiz wurde die „Aktion 72 Stunden – und die Schweiz steht kopf“ von der nicht konfessionell geprägten Schweizerischen Arbeitsgemeinschaft der Jugendverbände SAJV (Dachverband der Jugendorganisationen) veranstaltet. Sie fand vom 15. bis zum 18. September 2005 in der gesamten Schweiz statt. Dabei nahmen ca. 20.000 Jugendliche in 700 Gruppen aus allen vier Sprachregionen teil. Die Aktion wurde von den sprachregionalen Sendern des Schweizer Radio DRS begleitet.
Vom 9. bis zum 12. September 2010 wurde die Aktion „72 Stunden“ zum zweiten Mal durchgeführt – unter Koordination der SAJV und mit Beteiligung aller großen Jugendorganisationen der Schweiz und erneut mit Begleitung der Radiosender DRS 3, DRS Virus, Couleur 3 und Rete 3. Rund 28.000 Kinder und Jugendliche aus allen Landesteilen waren bei der zweiten Auflage des Projekts dabei.
Bei der dritten Durchführung im Jahr 2015 waren wiederum rund 30.000 Kinder und Jugendliche mit dabei.
Die vierte Aktion fand im Januar 2020 statt und damit zum ersten Mal während des Winters. Sie wurde offiziell vom frischgebackenen Ständeratspräsidenten Hans Stöckli im Bundeshaus eröffnet und drehte sich thematisch um die Ziele der Agenda 2030, mit der die Schweiz die durch die Vereinten Nationen erarbeiteten Ziele für nachhaltige Entwicklung erreichen will.

## Italien
In Südtirol wurde die „Aktion 72 Stunden ohne Kompromiss“ von vier Trägervereinen, welche in der Jugendarbeit tätig sind, veranstaltet. Sie fand vom 20. bis zum 23. Oktober 2005 in Südtirol statt. Die Aktion wurde von den Medien begleitet.
Eine neue Auflage von „72 Stunden ohne Kompromiss“ gab es vom 23. bis zum 25. Oktober 2008 mit 280 Jugendlichen in 35 Projekten. Dabei nahm auch eine Jugendorganisation aus Trient teil.